# Итоговый турнир WTA 2016 — одиночный турнир
Доминика Цибулкова победительница турнира.

## Общая информация
Одиночный турнир собрал почти всех представителей элиты. Не смогла приехать на турнир пятикратная чемпионка итогового турнира Серена Уильямс, которая не выступила из-за травмы плеча. Участницы соревнований были разбиты на две группы. В красную группу вошли лидер мирового рейтинга Анжелика Кербер, финалистка турнира 2014 года Симона Халеп, Мэдисон Киз и Доминика Цибулкова. В белой группе сыграли прошлогодняя чемпионка Агнешка Радваньская, Каролина Плишкова, Гарбинье Мугуруса и Светлана Кузнецова. В красной группе Кербер подтвердила статус первого номера посева и вышла из группы в полуфинал, выиграв все три матча. Со второго места из этой группы вышла № 7 посева Доминика Цибулкова, которая прошла дальше по дополнительным показателям при равенстве очков у трёх теннисисток (по одной победе). Из белой группы в плей-офф вышли с первого места Светлана Кузнецова, выигрывавшая два матча из трёх, а также Агнешка Радваньская, которая проиграла в группе только Кузнецовой.
В одном полуфинале встретились лучшие номера посева на турнире: № 1 Кербер и № 2 Радваньская, а в другом худшие по посеву № 7 Цибулкова и № 8 Кузнецова. В решающей матч прошли в итоге немка Кербер и словачка Цибулкова. Обе теннисистки ранее не побеждали на итоговом турнире. Их финальный матч закончился победой Доминики Цибулковой. Она стала первой представительницей Словакии, которой удалось выиграть Итоговый турнир в любом разряде. Регламент турнира позволил Цибулковой одержать победу, несмотря на два поражения по ходу соревнований.

## Посев
1. Анжелика Кербер (Финал)
2. Агнешка Радваньская (Полуфинал)
3. Симона Халеп (Группа)
4. Каролина Плишкова (Группа)
5. Гарбинье Мугуруса (Группа)
6. Мэдисон Киз (Группа)
7. Доминика Цибулкова (Титул)
8. Светлана Кузнецова (Полуфинал)

## Запасные
1. Йоханна Конта (Не использована)
2. Карла Суарес Наварро (Не использована)

## Ход турнира

### Используемые сокращения
- Q (англ. qualifier, дословно — квалифицировавшийся) — победитель квалификационного турнира.
- WC (англ. wild card, уайлд-кард) — специальное приглашение от организаторов.
- LD (англ. last direct acceptance, последний прямой допуск) — игрок, находящийся последним в списке участников, попадающих напрямую в основную сетку.
- LL (англ. lucky loser, лаки-лузер) — игрок с наивысшим рейтингом из проигравших в финальном раунде квалификации, приглашённый в качестве замены поздно снявшегося игрока основной сетки.
- Rt (англ. retired, дословно — снявшийся) — отказ игрока от продолжения игры по ходу матча.
- W/O (англ. walkover, дословно — проход) — выигрыш на невыходе соперника на игру.
- SE (англ. special exempt) — специальный допуск. Используется для игроков, которые удачно сыграли на неделе, предшествовавшей турниру, и потому не могли участвовать в квалификации.
- SR (англ. special rating) — специальный рейтинг. Даётся игроку, получившему травму и выбывшему из тура не менее чем на 6 месяцев и до двух лет. В этом случае его рейтинг на время лечения травмы «замораживается» и затем после возвращения, он имеет право заявляться на несколько турниров (определяется регламентом тура), чтобы попадать на турниры своего уровня.
- PR (англ. protected ranking, дословно — защищённый рейтинг). Используется для допуска в турнир игроков, пропустивших долгое время из-за травмы и опустившихся в рейтинге.
- ALT (англ. alternate) — альтернативный игрок в сетке (замена кого-то из поздно снявшихся с турнира).
- S (англ. suspended, дословно — отложен) — матч приостановлен из-за дождя или темноты.
- D (англ. defaulted) — один из спортсменов снят с турнира за неспортивное поведение.

### Финальные раунды
|  | Полуфиналы | Полуфиналы          | Полуфиналы          | Полуфиналы          | Полуфиналы          | Полуфиналы          | Полуфиналы          | Полуфиналы | Полуфиналы | Полуфиналы |   |                 | Финал           | Финал              | Финал              | Финал              | Финал              | Финал              | Финал              | Финал | Финал | Финал |
|  |            |                     |                     |                     |                     |                     |                     |            |            |            |   |                 |                 |                    |                    |                    |                    |                    |                    |       |       |       |
|  | 1          | Анжелика Кербер     | Анжелика Кербер     | Анжелика Кербер     | Анжелика Кербер     | Анжелика Кербер     | Анжелика Кербер     | 6          | 6          |            |   |                 |                 |                    |                    |                    |                    |                    |                    |       |       |       |
|  | 1          | Анжелика Кербер     | Анжелика Кербер     | Анжелика Кербер     | Анжелика Кербер     | Анжелика Кербер     | Анжелика Кербер     | 6          | 6          |            |   |                 |                 |                    |                    |                    |                    |                    |                    |       |       |       |
|  | 2          | Агнешка Радваньская | Агнешка Радваньская | Агнешка Радваньская | Агнешка Радваньская | Агнешка Радваньская | Агнешка Радваньская | 2          | 1          |            |   |                 |                 |                    |                    |                    |                    |                    |                    |       |       |       |
|  |            |                     |                     |                     |                     |                     |                     |            |            |            | 1 | Анжелика Кербер | Анжелика Кербер | Анжелика Кербер    | Анжелика Кербер    | Анжелика Кербер    | Анжелика Кербер    | 3                  | 4                  |       |       |       |
|  |            |                     |                     |                     |                     |                     |                     |            |            |            | 1 | Анжелика Кербер | Анжелика Кербер | Анжелика Кербер    | Анжелика Кербер    | Анжелика Кербер    | Анжелика Кербер    | 3                  | 4                  |       |       |       |
|  |            |                     |                     |                     |                     |                     |                     |            |            |            |   |                 | 7               | Доминика Цибулкова | Доминика Цибулкова | Доминика Цибулкова | Доминика Цибулкова | Доминика Цибулкова | Доминика Цибулкова | 6     | 6     |       |
|  | 8          | Светлана Кузнецова  | Светлана Кузнецова  | Светлана Кузнецова  | Светлана Кузнецова  | Светлана Кузнецова  | Светлана Кузнецова  | 6          | 62         | 4          |   |                 | 7               | Доминика Цибулкова | Доминика Цибулкова | Доминика Цибулкова | Доминика Цибулкова | Доминика Цибулкова | Доминика Цибулкова | 6     | 6     |       |
|  | 8          | Светлана Кузнецова  | Светлана Кузнецова  | Светлана Кузнецова  | Светлана Кузнецова  | Светлана Кузнецова  | Светлана Кузнецова  | 6          | 62         | 4          |   |                 |                 |                    |                    |                    |                    |                    |                    |       |       |       |
|  | 7          | Доминика Цибулкова  | Доминика Цибулкова  | Доминика Цибулкова  | Доминика Цибулкова  | Доминика Цибулкова  | Доминика Цибулкова  | 1          | 7          | 6          |   |                 |                 |                    |                    |                    |                    |                    |                    |       |       |       |
|  | 7          | Доминика Цибулкова  | Доминика Цибулкова  | Доминика Цибулкова  | Доминика Цибулкова  | Доминика Цибулкова  | Доминика Цибулкова  | 1          | 7          | 6          |   |                 |                 |                    |                    |                    |                    |                    |                    |       |       |       |
|  |            |                     |                     |                     |                     |                     |                     |            |            |            |   |                 |                 |                    |                    |                    |                    |                    |                    |       |       |       |

### Групповой раунд
Золотистым выделены игроки, вышедшие в полуфинал.

#### Красная группа
| Посев | Теннисистка        | Кербер           | Халеп       | Киз      | Цибулкова        | Матчи | Сеты | Геймы | Место |
| ----- | ------------------ | ---------------- | ----------- | -------- | ---------------- | ----- | ---- | ----- | ----- |
| 1     | Анжелика Кербер    |                  | 6–4, 6–2    | 6–3, 6–3 | 7–6(5), 2–6, 6–3 | 3-0   | 6-1  | 39-27 | 1     |
| 3     | Симона Халеп       | 4–6, 2–6         |             | 6–2, 6–4 | 3–6, 6–7(5)      | 1-2   | 2-4  | 27-31 | 3     |
| 6     | Мэдисон Киз        | 3–6, 3–6         | 2–6, 4–6    |          | 6–1, 6–4         | 1-2   | 2-4  | 24-29 | 4     |
| 7     | Доминика Цибулкова | 6–7(5), 6–2, 3–6 | 6–3, 7–6(5) | 1–6, 4–6 |                  | 1-2   | 3-4  | 33-36 | 2     |

#### Белая группа
| Посев | Теннисистка         | Радваньская   | Плишкова         | Мугуруса         | Кузнецова        | Матчи | Сеты | Геймы | Место |
| ----- | ------------------- | ------------- | ---------------- | ---------------- | ---------------- | ----- | ---- | ----- | ----- |
| 2     | Агнешка Радваньская |               | 7–5, 6–3         | 7–6(1), 6–3      | 5–7, 6–1, 5–7    | 2-1   | 5-2  | 42-32 | 2     |
| 4     | Каролина Плишкова   | 5–7, 3–6      |                  | 6–2, 6–7(4), 7–5 | 6–3, 2–6, 6–7(6) | 1-2   | 3-5  | 41-43 | 3     |
| 5     | Гарбинье Мугуруса   | 6–7(1), 3–6   | 2–6, 7–6(4), 5–7 |                  | 3–6, 6–0, 6–1    | 1-2   | 3-5  | 38-39 | 4     |
| 8     | Светлана Кузнецова  | 7–5, 1–6, 7–5 | 3–6, 6–2, 7–6(6) | 6–3, 0–6, 1–6    |                  | 2-1   | 5-4  | 38-45 | 1     |

При равенстве числа побед между тремя участницами выше стоит та, кто выиграла большее число сетов, из проведённых ей. При равенстве этого показателя выбирают лучшую по числу выигранных геймов, в соотношении от проведённых ей.